# Nirit
Nirit (hebreiska: נירית) är en ort i Israel. Den ligger i den norra delen av landet. Nirit ligger 114 meter över havet och antalet invånare är 1 132.
Terrängen runt Nirit är platt åt nordväst, men åt sydost är den kuperad. Terrängen runt Nirit sluttar brant västerut. Runt Nirit är det tätbefolkat, med 308 invånare per kvadratkilometer. Närmaste större samhälle är Petaẖ Tiqwa, 11,4 km sydväst om Nirit. Trakten runt Nirit består till största delen av jordbruksmark.